# Епархия Тайнаня
Епархия Тайнаня (лат. Dioecesis Tainanensis) — епархия Римско-Католической Церкви с центром в городе Тайнань, Китайская Республика. Епархия Тайнаня входит в митрополию Тайбэя. Кафедральным собором епархии Тайнаня является церковь Пресвятой Девы Марии в городе Тайнань.

## История
21 марта 1961 года Римский папа Иоанн XXIII издал буллу "Quoniam secundum", которой учредил епархию Тайнаня, выделив её из епархии Гаосюна.

## Ординарии епархии
- епископ Станислав Ло Гуан (21.03.1961 — 15.02.1966) — назначен архиепископом Тайбэя;
- епископ Павел Чэн Шигуан (7.06.1966 — 3.12.1990);
- епископ Иосиф Чжэн Цзайфа (3.12.1990 — 24.01.2004) — назначен архиепископом Тайбэя;
- епископ Боско Линь Цзинань (24.01.2004 — по настоящее время).

## Источник
- Annuario Pontificio, Libreria Editrice Vaticana, Città del Vaticano, 2003, ISBN 88-209-7422-3
- Булла Quoniam secundum, AAS 54 (1962), стр. 136  (лат.)